# چرنیاخوفسک
شهر چرنیاخوفسک (به روسی: Черняховск) در کشور روسیه و در اوبلاست کالینینگراد واقع شده‌است.